# Gąsków
Gąsków [ˈɡɔ̃skuf] (trước đây là Ganzkow của Đức) là một ngôi làng thuộc khu hành chính của Gmina Rąbino, thuộc quận Świdwin, West Pomeranian Voivodeship, ở phía tây bắc Ba Lan. Nó nằm khoảng 4 kilômét (2 mi) phía bắc Rąbino, 17 km (11 mi) về phía đông bắc của Świdwin và 104 km (65 mi) về phía đông bắc của thủ đô khu vực Szczecin.
Trước năm 1945, khu vực này là một phần của Đức. Đối với lịch sử của khu vực, xem Lịch sử của Pomerania.